# Hymenocallis duvalensis
Hymenocallis duvalensis là một loài thực vật có hoa trong họ Amaryllidaceae. Loài này được Traub ex Laferr. mô tả khoa học đầu tiên năm 1967.